# Marcos Daniel
Marcos Diniz Daniel (Passo Fundo, 4 luglio 1978) è un ex tennista brasiliano.
Ottenne il suo best ranking in singolare il 14 settembre 2009 con la 56ª posizione; mentre nel doppio divenne, il 5 dicembre 2005, il 102º del ranking ATP.
Diventato professionista nel 1997, ha ottenuto la vittoria finale in quattordici tornei del circuito Challenger e otto tornei del circuito Futures, la maggior parte dei quali in Sudamerica.
Ha partecipato numerose volte a tornei del grande slam ma solo in un'occasione è riuscito a superare il primo turno; ciò avvenne nel 2008 all'Open di Francia dove venne sconfitto al secondo turno dall'austriaco Jürgen Melzer dopo aver usufruito del ritiro della testa di serie n. 23, lo spagnolo Juan Carlos Ferrero. La sua migliore prestazione in singolare è stata ottenuta nell'Allianz Suisse Open Gstaad 2009 dove è stato sconfitto solo in semifinale dal tedesco Andreas Beck con il punteggio di 6(3)–7, 3-6.
In doppio ha conquistato la vittoria finale in sette tornei del circuito Challenger e quattro del circuito Futures, sempre in Sudamerica, ad eccezione della Copa Sevilla 2005 che si è tenuta a Siviglia in Spagna.
Ha fatto parte della squadra brasiliana di Coppa Davis dal 2004 al 2010 in cinque occasioni con cinque successi e due sconfitte.

## Statistiche

### Singolare

#### Vittorie (0)
| Legenda tornei minori |
| Challenger (14)       |
| Futures (8)           |

| Numero | Data              | Torneo                                                       | Superficie  | Sfidante in finale     | Punteggio        |
| 1.     | 22 novembre 1999  | Vitoria Open 1999, Vitória                                   | Terra rossa | Stefano Tarallo        | 6-3, 6-4         |
| 2.     | 5 febbraio 2001   | Torneo Internacional de Tenis Future Chetumal 2001, Chetumal | Cemento     | Nicolás Todero         | 6-3, 6-0         |
| 3.     | 18 giugno 2001    | Electrosul Open 2001, Florianópolis                          | Terra rossa | Júlio Silva            | 6(4)–7, 7-5, 7-5 |
| 4.     | 7 aprile 2003     | Mexico Aguascalientes Futures 2003, Aguascalientes           | Terra rossa | Andres Pedroso         | 6-3, 6-4         |
| 5.     | 25 agosto 2003    | Set Point Classic 2003, Fortaleza                            | Cemento     | Miguel Gallardo-Valles | 6-3, 6-2         |
| 1.     | 2 settembre 2003  | Gramado Challenger 2003, Gramado                             | Cemento     | José de Armas          | 7-5, 7-5         |
| 6.     | 23 agosto 2004    | Brazil Florianopolis Futures 2004, Florianópolis             | Terra rossa | Júlio Silva            | 7-5, 2-6, 3-2r   |
| 7.     | 30 agosto 2004    | Ourocard Tennis Future 2004, Curitiba                        | Terra rossa | Lucas Engel            | 6-4, 6-4         |
| 8.     | 6 settembre 2004  | Porto Alegre Open 2004, Porto Alegre                         | Terra rossa | Thiago Alves           | 6-4, 6-2         |
| 2.     | 18 luglio 2005    | Seguros Bolivar Open Bogotá 2005, Bogotà                     | Terra rossa | Jean-Julien Rojer      | 6-4, 6-4         |
| 3.     | 17 ottobre 2005   | Copa Petrobras Colombia 2005, Bogotà                         | Terra rossa | Daniel Köllerer        | 6-2, 6-3         |
| 4.     | 7 novembre 2005   | Challenger Ciudad de Guayaquil 2005, Guayaquil               | Terra rossa | Flávio Saretta         | 6-2, 1-6, 6-0    |
| 5.     | 15 ottobre 2007   | Copa Petrobras Colombia 2007, Bogotà                         | Terra rossa | Santiago Giraldo       | 7–6(3), 6-4      |
| 6.     | 3 marzo 2008      | Bancolombia Open 2008, Bogotà                                | Terra rossa | Iván Navarro           | 6-3, 1-6, 6-3    |
| 7.     | 15 settembre 2008 | Seguros Bolivar Open Cali 2008, Cali                         | Terra rossa | Leonardo Mayer         | 6-2r             |
| 8.     | 22 settembre 2008 | Copa Petrobras Colombia 2008, Bogotà                         | Terra rossa | Horacio Zeballos       | 6-4, 4-6, 6-4    |
| 9.     | 16 marzo 2009     | Morocco Tennis Tour Marrakech 2009, Marrakech                | Terra rossa | Lamine Ouahab          | 4-6, 7-5, 6-2    |
| 10.    | 11 maggio 2009    | Zagreb Open 2009, Zagabria                                   | Terra rossa | Olivier Rochus         | 6-3, 6-4         |
| 11.    | 13 luglio 2009    | Seguros Bolivar Open Bogotá 2009, Bogotà                     | Terra rossa | Horacio Zeballos       | 4-6, 7–6(5), 6-4 |
| 12.    | 12 aprile 2010    | Aberto de Tênis de Santa Catarina 2010, Blumenau             | Terra rossa | Bastian Knittel        | 7-5, 6(5)–7, 6-4 |
| 13.    | 25 ottobre 2010   | Brazil Challenger 2010, São Paulo                            | Terra rossa | Thomaz Bellucci        | 6-1, 3-6, 6-3    |
| 14.    | 1º novembre 2010  | Seguros Bolívar Open Medellín 2010, Medellín                 | Terra rossa | Juan Sebastián Cabal   | 6-3, 7-5         |

### Doppio

#### Vittorie (0)
| Legenda tornei minori |
| Challenger (7)        |
| Futures (4)           |

| Numero | Data              | Torneo                                                | Superficie   | Compagno           | Avversari in Finale                   | Punteggio        |
| 1.     | 31 agosto 1998    | Perù Lima Futures 1998, Lima                          | Terra rossa  | Rodrigo Monte      | Luis Horna Rodolfo Rake               | 5-7, 7-6, 7-5    |
| 2.     | 2 novembre 1998   | Brazil Recife Futures 1998, Recife                    | Cemento      | Alexandre Simoni   | Rainer Gunther Paul Hartveg           | 6-1, 6-2         |
| 3.     | 8 novembre 1999   | Argentina Buenos Aires Futures 1999, Buenos Aires     | Terra rossa  | Ricardo Schlachter | Enzo Artoni Andrés Schneiter          | 7-6, 6-7, 6-3    |
| 1.     | 28 luglio 2003    | BH Tennis Open International Cup 2003, Belo Horizonte | Cemento      | Alexandre Simoni   | Kentaro Masuda Takahiro Terachi       | 6-4, 6-2         |
| 2.     | 2 settembre 2003  | Gramado Challenger 2003, Gramado                      | Cemento      | Alexandre Simoni   | Santiago González Alejandro Hernández | 7–6(5), 6-4      |
| 3.     | 9 agosto 2004     | Trofeo Manta Open 2004, Manta                         | Cemento      | Santiago González  | Eric Nunez Jimy Szymanski             | 3-6, 6-2, 7–6(5) |
| 4.     | 23 agosto 2004    | Brazil Florianopolis Futures 2004, Florianópolis      | Terra rossa  | Alexandre Simoni   | Brian Dabul Alejandro Fabbri          | 6-3, 7–6(3)      |
| 4.     | 18 aprile 2005    | Seguros Bolivar Open Bogotá 2005, Bogotà              | Terra rossa  | Santiago González  | Goran Dragicevic Mirko Pehar          | 7–6(4), 6-3      |
| 5.     | 12 settembre 2005 | Copa Sevilla 2005, Siviglia                           | Terra gialla | Fernando Vicente   | Flavio Cipolla Alessandro Motti       | 6-2, 6(1)–7, 7-5 |
| 6.     | 17 ottobre 2005   | Copa Petrobras Colombia 2005, Bogotà                  | Terra rossa  | Santiago González  | Frederico Gil Marcelo Melo            | 6-2, 7-5         |
| 7.     | 8 ottobre 2007    | Challenger ATP Club Premium Open 2007, Quito          | Terra rossa  | Brian Dabul        | Hugo Armando Ricardo Mello            | 4-6, 7-5, [10-7] |